# Craig Thompson (skeleton)
Craig Thompson, né le 18 septembre 1992, est un skeletoneur britannique qui a débuté à la compétition en 2014.

## Palmarès

### Championnats du monde
- : médaillé de bronze en équipe mixte aux championnats du monde de 2023.

### Coupe du monde
- Meilleur classement général : 12e en 2021.
- 1 podium individuel : 1 deuxième place.

 Dernière mise à jour le 30 janvier 2021 